# De hoy en un año
De hoy en un año fue un programa de televisión español emitido en Antena 3, presentado por Pedro García Aguado, que se emitió entre el 13 de julio y el 2 de septiembre de 2020. Se trataba de la adaptación española del formato británico This Time, Next Year.

## Formato
De hoy en un año comienza con el testimonio de personas que quieren llevar a cabo un cambio importante en sus vidas en el plazo de un año. Luego, el programa muestra dicho proceso y finalmente, una vez pasados los 365 días, los protagonistas reaparecen para demostrar si han alcanzado sus objetivos o no.

## Audiencias
| Programa | Fecha      | Espectadores | Cuota |
| -------- | ---------- | ------------ | ----- |
| 1        | 13/07/2020 | 300 000      | 8,3%  |
| 2        | 20/07/2020 | 222 000      | 5,6%  |
| 3        | 27/07/2020 | 183 000      | 5,1%  |
| 4        | 05/08/2020 | 174 000      | 4,5%  |
| 5        | 12/08/2020 | 190 000      | 4,8%  |
| 6        | 19/08/2020 | 222 000      | 5,0%  |
| 7        | 20/08/2020 | 174 000      | 4,8%  |
| 8        | 26/08/2020 | 252 000      | 6,6%  |
| 9        | 27/08/2020 | 173 000      | 4,5%  |
| 10       | 02/09/2020 | 202 000      | 4,9%  |
| MEDIA    | MEDIA      | 209 000      | 5,4%  |

     Programa líder en su franja horaria (late night).
     Récord histórico de audiencia.